# CCR5
CCR5 (C-C-рецептор хемокина 5, англ. C-C chemokine receptor type 5) — белок человека, кодируемый геном CCR5. CCR5 является членом подкласса рецепторов бета-хемокинов класса интегральных мембранных белков.
Ген CCR5 расположен в коротком плече 3-й хромосомы.
CCR5 представляет собой белок адгезии и является рецептором, сопряжённым с G-белком. Белок CCR5 синтезируется преимущественно Т-клетками, макрофагами, дендритными клетками и клетками микроглии. Видимо, CCR5 участвует в процессе воспалительной реакции. Однако роль этого белка в иммунном ответе до конца не ясна.
Широко известна мутация CCR5-Δ32, представляющая собой делецию части гена CCR5. Люди, гомозиготные по этой мутации, невосприимчивы к ВИЧ-1.

## Мутация CCR5-Δ32
CCR5-Δ32 (встречаются также варианты названия CCR5-D32 и CCR5 delta 32) — генетический вариант CCR5, делеция 32 пар оснований, приводящую к нарушению адгезивных свойств кодируемого ею белка CCR5 Т-клеток. Предполагается, что эта мутация возникла примерно две с половиной тысячи лет назад и со временем распространилась в Европе.
Делеция части гена CCR5 приводит к невозможности присоединения вируса иммунодефицита человека (ВИЧ) к Т-клетке. В гетерозиготном состоянии эта мутация сильно уменьшает шанс инфицирования клетки ВИЧ, в гомозиготном, по-видимому, приводит к полной невозможности такого инфицирования. Распространение мутации в Европе, особенно в Северной, может быть связана со средневековыми пандемиями «Чёрной смерти», так как эта мутация повышает сопротивляемость организма чумной палочке.
Присутствие в генотипе мутации CCR5-Δ32 сильно увеличивает восприимчивость организма к лихорадке Западного Нила. Кроме того, по данным некоторых исследований, мутация CCR5-Δ32 может повышать риск развития рассеянного склероза.
Мутация CCR5-Δ32 в гетерозиготном состоянии встречается в Европе с частотой 5—14 %. В Северной Европе она встречается чаще. Исследование ВИЧ-протективных генов показало повышенную частоту встречаемости CCR5-Δ32 у русских и украинцев (порядка 10—15 % имеют мутацию в одной из хромосом). Наивысшие в мире частоты CCR5-Δ32 отмечены у поморов (до 33 %, из них 3 % — в гомозиготном состоянии). У русских в целом и украинцев частоты этой мутации в среднем составляют 21 %. Встречаемость CCR5-Δ32 за пределами Европы практически нулевая, во всех неевропейских этнических группах она полностью отсутствует (за исключением шорцев).

## Редактирование генома человека
В январе 2019 года власти Китая подтвердили рождение в Шэньчжэне первых в мире генно-модифицированных людей, у которых отредактировали ген CCR5, ответственный за взаимодействие с ВИЧ, а также то, что в отношении биолога Хэ Цзянькуя начато расследование. Предполагается что генно-модифицированные дети не смогут заболеть ВИЧ.